# Школа Вайди
Школа Вайди, також Вайди Школа (раніше: Школа майстерності кінорежисури Анджея Вайди) — приватний університет у Варшаві. Його засновниками були режисери Анджей Вайда та Войцех Марчевський, продюсер фільму Барбара Пек-Олесічка та Студія документального та художнього кіно. Школа була створена у 2002 році. До числа постійних викладачів, серед інших, входили Едвард Жебровський (режисерр), Мацей Собещанський, Джоанна Кос-Краузе, Яцек Блавут, Марсель Лозінський та Віта Челакевічуте.
Серед відомих випускників школи: Бригіда Фроштенга-Кмецик, Марцін Врона, Лешек Давид, Анджей Сарамонович, Катажина Росланець, Гжегож Зглінський, Агнешка Смочинська, Бодо Кокс, Бартош Конопка, Мацей Куске і Марцін Сотер.

## Напрямки
- Документальна програма DOK PRO
- Художня програма STUDIO PRÓB
- Програма для творчих продюсерів ТВОРЧИЙ РОЗВИТОК
- Програма сценарію SCRIPT
- Європейська навчальна програма EKRAN +
- Кіносадок
- Онлайн-курси ОНЛАЙН-КАМЕРА

Школа Вайди також є однією з організаторів конкурсу сценаріїв SCRIPT PRO (раніше Хартлі-Меррілл).
У 2011 році Анджей Вайда та Войцех Марчевський заснували «Вайда-студію» — продюсерську студію, яка працювала в школі. Першим повнометражним фільмом студії «Вайда» став фільм «Святилище» режисера Нори Макгеттігана — польсько-ірландського спільного виробництва з Яном Фричем у головній ролі.

## Відомі випускники-українці
Парфан Надія Ярославівна, кінопродюсерка, кінорежисерка, культурологиня, співзасновниця Міжнародного фестивалю кіно та урбаністики «86» у Славутичі, навчалась у 2014—2015 роках.